# ヘルツベルク (小惑星)
ヘルツベルク (3316 Herzberg) は小惑星帯にある小惑星。エドワード・ボーエルがローウェル天文台で発見した。
ドイツで生まれ、1935年にカナダに亡命した化学者で1971年にノーベル化学賞を受賞したゲルハルト・ヘルツベルクに因んで名付けられた。